# خالد الحاج
خالد علي بن علي الحاج والمعروف أيضًا بـ أبو حازم الشاعر عمل قائدًا لتنظيم القاعدة في شبه الجزيرة العربية، ووُضِعَ في قائمة أكثر المطلوبين أمنيًا في السعودية، كان خالد الحاج مرافقًا لأسامة بن لادن في أفغانستان عام 1997. تولى خالد الحاج قيادة تنظيم القاعدة في شبه الجزيرة العربية خلفًا لعبد الرحيم النشيري العقل المدبر لعملية تفجير يو إس إس كول. وقيل أن خالد الحاج قُتِل في 15 مارس 2004 بواسطة القوات السعودية الخاصة.